# Gnomidolon maculicorne
Gnomidolon maculicorne là một loài bọ cánh cứng trong họ Cerambycidae.